# 柳布茨克条约
柳布茨克条约（俄语：Любутский мир）是立陶宛大公阿尔吉尔达斯和莫斯科亲王德米特里·顿斯科伊于1372年夏天签署的和平条约。该条约结束了立陶宛－莫斯科战并且開啟了雙方为期七年的和平期。